# Lepisosteus platostomus
Il luccio dal naso corto (Lepisosteus platostomus Rafinesque, 1820) è un pesce della famiglia dei Lepisosteidi.

## Descrizione
Lungo 190 - 320 cm, ha una spiccata somiglianza con il luccio maculato, da cui si differenzia tuttavia per il maggior numero di serie longitudinali di scaglie e per non avere la parte superiore del capo maculata.

## Comportamento
Questa specie è originaria del bacino del Mississippi ed è diffusa dalle coste del Golfo del Messico fino al Montana (a nord-ovest) e al fiume Ohio (a nord-est). Predilige i grandi fiumi e le acque stagnanti, come i meandri e i grandi stagni. Generalmente la femmina, accompagnata da più maschi, depone le uova tra maggio e luglio. Queste ultime, di colore giallo, vengono depositate tra la vegetazione sommersa ed altre strutture subacquee e si schiudono dopo otto giorni. L'avannotto rimane dotato del sacco vitellino per un'altra settimana, dopo la quale inizierà a nutrirsi di larve d'insetto e di piccoli crostacei. La maturità sessuale viene raggiunta quando gli esemplari raggiungono all'incirca i 76 cm di lunghezza.